# Anarchy in the U. K.
Anarchy in the U. K. ist ein Lied der englischen Punk-Band Sex Pistols. Es war die erste Single der Band und wurde am 26. November 1976 veröffentlicht. Später erschien die Single auch auf dem Album Never Mind the Bollocks, Here’s the Sex Pistols. Der Rolling Stone wählte den Song auf Platz 53 der 500 besten Songs aller Zeiten

## Geschichte des Songs
Nach ihrer Gründung 1975 und einigen Live-Konzerten begannen die Sex Pistols Demos aufzunehmen. Dadurch bekamen sie einen Vertrag mit EMI. Den Text von Anarchy in the U. K. schrieb John Lydon. Die Single erschien mit I Wanna Be Me als B-Seite. Sie erschien zunächst in einer schwarzen Hülle, wurde jedoch später durch eine Standardhülle von EMI ersetzt, da in der ursprünglichen Hülle als Produzent für die B-Seite fälschlicherweise Chris Thomas statt Dave Goodman angegeben wurde / Nach einem Aufsehen erregenden TV-Interview mit Bill Grundy kündigte EMI den Vertrag mit der Band und die Single wurde vom Markt genommen. Dennoch erreichte sie vorher Platz 38 in den UK-Charts Schließlich nahm Virgin die Band unter Vertrag und veröffentlichte die Single 1983 und 1992 erneut.

## Produktion

### Demoversion Juli 1976
Eine erste Studioversion des Songs wurde im Juli 1976 von Dave Goodman produziert, Besitzer eines PA-Anlagen-Verleihs und verantwortlich für die Abmischung des Livesounds der Band. Diese Version ist etwas langsamer als die letztendliche Singleversion und hat am Songende ein anderes Gitarrensolo. Sie wurde im Proberaum der Band mit einem Vierspur-Rekorder der Firma TEAC aufgenommen, zusammen mit sechs weiteren Songs. Die Aufnahmen fanden zwischen Dienstag, dem 13. und Montag, dem 19. Juli 1976 statt, am 20. Juli 1976 wurde der Song auf einem Konzert in Manchester zum ersten Mal live präsentiert. Am 27. Juli 1976 übertrug Goodman mit Toningenieur Neil Richmond im Studio Riverside Recordings die Aufnahmen auf Achtspurband, Gesang und Gitarren-Overdubs wurden hinzugefügt. Die Endabmischung und einige zusätzliche Effekte erfolgten am 30. Juli 1976 in den Decibel Studios mit dem Toningenieur Rod Houison.
 Diese Demoaufnahmen wurden von Manager Malcolm McLaren verschiedenen Plattenfirmen präsentiert, von denen letztendlich EMI den Zuschlag erhielten.
Die Demoaufnahme von Anarchy in the U. K. tauchte erstmals Ende 1977 auf einem Bootlegalbum namens No Future U. K. auf. Dave Goodman veröffentlichte sie am 8. Oktober 1984 auf seinem eigenen Independentlabel Chaos Records auf einer Maxisingle Submission bzw. im Januar 1985 auf der dazugehörigen LP The Mini Album. Virgin Records veröffentlichten die Demoaufnahme schließlich 1996 auf der Never Mind the Bollocks/Spunk-Doppel-CD.
Zwei weitere Songs derselben Aufnahmesession wurden als Single-B-Seiten verwendet: I Wanna Be Me wurde die B-Seite der Anarchy-in-the-U. K.-Single, No Feelings die B-Seite von God Save the Queen (wieder eingestampfte Version auf A&M Records).

### Abgelehnte Dave Goodman Version (Wessex Studios Oktober 1976)
Nach einem Konzert in Doncaster am 27. September 1976 unterschrieb die Band einen Vorvertrag mit dem Musikverlag von EMI, EMI Music Publishing (die endgültige Vertragsunterschrift folgte am 12. Oktober 1976).
Es folgten Verhandlungen über einen Plattenvertrag mit EMI Records und Polydor, wobei Polydor jedoch nur benutzt wurde, um bei EMI den Preis in die Höhe zu treiben. Polydor schlug eine Vertragsunterschrift für Montag, den 11. Oktober vor und buchte zur Aufnahme der Single für den 9. Oktober die De Lane Lea Studios. EMI kam Polydor jedoch zuvor.
Am Freitag, den 8. Oktober 1976 unterzeichnete die Band einen weltweiten Vertrag mit EMI Records. Der Song wurde als erste Single ausgewählt und von EMI ein Aufnahmebudget von £ 10.000 bewilligt, das von der Band über Tantiemenabzüge wieder zurückzuerstatten war. Als Produzent nahm EMI Dave Goodman unter Vertrag, der A- und B-Seite der Single (Anarchy in the U. K. und eine Coverversion von No Fun von den Stooges) abzuliefern hatte. Die Single sollte am Freitag, den 19. November 1976 erscheinen.
Die Band ging direkt am Wochenende (9. und 10. Oktober 1976) in die Lansdowne Recording Studios, vorher fuhr die Band noch zu den De Lane Lea Studios, um die dortigen Aufnahmen abzusagen. Mit Produzent Dave Goodman und dessen Kompagnon, dem Toningenieur Kim Thraves, wurden mehrere Instrumentalversionen des Songs aufgenommen, die Goodman nicht zufriedenstellten und unveröffentlicht blieben. Wegen Sachbeschädigung (Sänger Johnny Rotten hatte die Studiowände mit Slogans beschmiert) gab es jedoch Konflikte mit dem Studiomanager, EMI erhielt eine Schadensersatzforderung und die Aufnahmen wurden abgebrochen. Von Dienstag, den 12. Oktober bis Freitag, den 15. Oktober 1976 spielte die Band daraufhin eine kurze Livetour, um danach in einem anderen Studio von vorn zu beginnen.
Am Sonntag, den 17. Oktober 1976 gingen die Band und Goodman/Thraves in die Wessex Sound Studios, am Abend zuvor war das Equipment der Band dorthin geschafft worden. Der Wessex-Toningenieur Tim Friese-Greene betreute die Produktion. Bei der Dave Goodman-Studiosession benutzten Steve Jones und Glen Matlock andere Gitarren als bei der späteren Chris Thomas-Session:
- Steve Jones benutzte eine Gibson-Flying-V-Gitarre,[29]
- Glen Matlock benutzte einen Fender Precision Bass.[30]

Am ersten Tag wurden verschiedene Backingtracks aufgenommen, die Goodman wieder nicht zufriedenstellten.
Am zweiten Tag spielte die Band zum Aufwärmen und Lockerwerden auf Anregung Goodmans zunächst einige Coverversionen durch, die Goodman unbemerkt mitschnitt und für sich behielt. Daraufhin folgte endlich ein Backingtrack von Anarchy in the U. K., der Goodman zufriedenstellte.
Am dritten Tag wurden der Gesang und weitere Gitarrenoverdubs und Effekte hinzugefügt und die Single-B-Seite No Fun aufgenommen. Am Mittwoch, den 20. Oktober und Donnerstag, den 21. Oktober 1976 spielte die Band daraufhin zwei Konzerte in Birmingham und Dunstable.
Danach kehrten Goodman und die Band für zwei Tage zurück ins Studio, um den Song abzumischen und noch ein paar weitere Overdubs hinzuzufügen. Am Ende des ersten Tages teilte Goodman der entsetzten Band mit, dass er diese Version des Songs als gutes Demo betrachte und am nächsten Tag die Arbeit von vorn beginne. In weniger als acht Stunden wurde der Song dann komplett neu aufgenommen, diese Version ist deutlich länger als die letztendliche Singleversion und auch durch Sänger Johnny Rottens mittlerweile arg strapazierte Stimme wesentlicher roher und aggressiver, Goodman hatte daher vor, den Gesang später neu aufzunehmen, wozu es aber nicht mehr kam. Kopien des Songs gingen über das Wochenende an EMI und Manager McLaren.
Am Montag, den 25. Oktober 1976 gab es ein Meeting bei EMI, das Dave Goodman verpasste. Goodmans Singleversion wurde zwar von allen Beteiligten akzeptiert, die Band weigerte sich aber, weiterhin mit Goodman zu arbeiten. Der zuständige A&R-Manager Mike Thorne, der die Band bei EMI betreute, bemängelte die Qualität der Aufnahme, meinte aber diese mit einer Neuabmischung retten zu können.
Am Dienstag, den 26. Oktober 1976 stellten die Bandmitglieder ihre Mitgliedsanträge bei der PRS (Performing Rights Association), um die Verwertungsrechte zu sichern. Die Anträge gaben unter der Spalte „Number of commercially recorded works“ die Anzahl „1“ und als Veröffentlichungsdatum der Single Ende November 1976 an. Auf Drängen Johnny Rottens erhielten alle vier Bandmitglieder zu gleichen Anteilen die Urheberrechte an den Songs.
Mike Thorne fertigte unterdessen mit Zustimmung der Band an einem Abend im kleinen hauseigenen Achtspurstudio von EMI eine etwas ausbalancierteren Mix des Songs an und ließ davon eine Testpressung herstellen, sehr zum Ärger Dave Goodmans, der seine Arbeit sabotiert wähnte. McLaren und die Band fuhren gemeinsam zu Rottens elterlicher Wohnung, um sich die Testpressung dort auf Rottens Stereoanlage anzuhören.
Manager Malcolm McLaren lehnte letztendlich Goodmans Version strikt ab, da sie seiner Meinung nach so furchtbar klang, dass die Single kein Radioairplay bekommen werde und keine Chance habe, in die Charts zu kommen, und bestand darauf, dass der Song neu aufgenommen werden sollte.
Die abgelehnte Dave-Goodman-Version von Anarchy in the U. K. (4:00 Minuten) tauchte erstmals im Oktober 1977 auf einem Bootlegalbum namens Spunk auf und wurde 1988 auf dem Album The Swindle Continues veröffentlicht. Ein im Endteil gekürzter Mix (3:15 Minuten) erschien 2004 auf der DVD Spunk: The Movie. Mike Thornes Remix ist bislang unveröffentlicht geblieben.
Ende Mai 1978 gingen Steve Jones und Paul Cook mit Dave Goodman in die Rockfield Studios in Wales, um die Wessex-Studioouttakes zu überarbeiten. Goodmans Version von Anarchy in the U. K. erhielt dabei einen etwas satteren und kompakteren Remix und erschien mit dem Produzenten-Credit „Cook/Jones/Goodman“ 1979 auf dem Filmsoundtrack The Great Rock’n’Roll Swindle.

### Chris Thomas Singleversion (Wessex Studios November 1976)
Auf Drängen Malcolm McLarens sollte die Band mit einem namhafteren Produzenten den Song erneut aufnehmen, wobei Schlagzeuger Paul Cook den Roxy-Music-Produzenten Chris Thomas vorschlug. Mike Thorne rief Thomas an und vereinbarte ein paar Tage später ein Treffen in Thomas’ Haus, zu dem McLaren und die Band (außer Rotten) erschienen. Nachdem er sich die mitgebrachte „Anarchy“-Testpressung angehört hatte, wunderte sich Thomas, warum er den Song neu aufnehmen solle, da er an ihm nichts auszusetzen habe, willigte aber ein.
Ein paar Tage später (das genaue Datum ist unbekannt) kehrte die Band mit Produzent Chris Thomas und seinem Toningenieur Bill Price für einen Tag zurück in die Wessex Studios. Am Vormittag wurden in Studio 1 das Equipment und die Mikrofone aufgebaut.
- Paul Cooks Schlagzeug der Marke Gretsch[53] wurde in der Mitte des Studios (15 mal 10 Meter) platziert, wobei die Basstrommel mit einem AKG D12-Mikrofon, die Snaredrum mit zwei Mikrofonen (ein Neumann KM86 oberhalb und ein Shure SM57 unter der Trommel), die Toms mit einem Neumann U67 und die Becken mit zwei Neumann KM84 aufgenommen wurden. Die Neumann KM84 wurden hoch über dem Schlagzeug aufgehängt, um zusätzlich den Raumklang des Schlagzeuges separat einzufangen, zu diesem Zweck wurden auch zwei Bändchenmikrofone in Fußbodenhöhe hinter dem Schlagzeug platziert.[28]
- Steve Jones benutzte für die Aufnahme eine Gibson-Les-Paul-Gitarre, die vorher Sylvain Sylvain von den New York Dolls gehörte und 1975 von Malcolm McLaren nach London gebracht wurde.[54] Jones’ Gitarrenverstärker der Marke Fender Twin Reverb[55] wurde direkt vor der Scheibe zum Kontrollraum aufgebaut und mit niedrigen Stellwänden isoliert. Zwei Mikrofone (Neumann KM84 und Shure SM57) wurden 15 Zentimeter vor dem Verstärker platziert.[28]
- Glen Matlock benutzte für die Aufnahme eine Rickenbacker 4001-Bassgitarre, die mittlerweile in der Rock and Roll Hall of Fame in Cleveland ausgestellt ist.[56] Fender-Bassverstärker und Topteil wurden an der rechten Seite des Studios aufgebaut und mit Stellwänden isoliert,[28] wobei der Sound letztendlich direkt vom Topteil abgenommen wurde.[57] Zur Aufnahme wurde ein Neumann U87 benutzt.[28]

Nachdem das Equipment aufgebaut war, spielte die Band den Song einige Male durch, damit Bill Price Feineinstellungen am Sound vornehmen konnte. Am Nachmittag nahm die Band schließlich etwa fünf Rhythmustracks des Songs (Schlagzeug, Bass, Rhythmusgitarre) auf, was gegen 16:00 Uhr abgeschlossen war. Produzent Chris Thomas nahm von den beiden besten Versionen (laut Matlock Take 3 und 5) jeweils die Hälfte und schnitt diese zusammen. An der Schnittstelle (bei 2:15) ergab sich dabei eine winzige Diskrepanz beim Timing der Snaredrum, die Thomas durch Einsatz von Delay fest in den Song einbaute. Der fertige Rhythmustrack wurde laut Thomas in Mono abgemischt.
Um 19:00 Uhr erschien Johnny Rotten, um den Gesang aufzunehmen. Laut Malcolm McLaren weigerte er sich zunächst, mit Chris Thomas zu reden, laut Thomas soll er sogar im Unklaren darüber gelassen worden sein, dass überhaupt Studioaufnahmen stattfanden.
- Johnny Rottens Gesang wurde in einer schallisolierten Kabine in der rechten hinteren Ecke von Studio 1, rechts neben dem Kontrollraum, aufgenommen. Als Mikrofon wurde ein Shure SM58 benutzt.[28]

Rotten grölte zunächst den Gesangspart einfach durch, so dass Thomas die Aufnahmen abbrach und mit ihm in einen nahegelegenen Pub ging, um sich mit ihm bekannt zu machen und die Nervosität abzubauen. Thomas erklärte ihm, dass er den Gesang so klar und deutlich wie möglich haben wolle, laut Toningenieur Bill Price wurden danach drei bis sechs Durchgänge aufgenommen und aus diesen die besten Teile ausgewählt und zusammengeschnitten.
Nach einigen Tagen ging Steve Jones zurück ins Studio, um weitere Gitarren-Overdubs aufzunehmen. Laut Chris Thomas enthält der Song acht bis zehn verschiedene Gitarrenspuren, wobei Thomas die verschiedenen Teile auswählte und arrangierte. Bei der Endabmischung wurde ebenfalls besonderer Wert auf den Schlagzeugsound gelegt, da laut Thomas für einen wuchtigen Klang das Wessex Studio zu gut gedämmt war. Toningenieur Price umging dies, indem er eine durch Gate-Effekt verstärkte Version der Snaredrum-Spur in die Originalspur hineinmischte, wodurch ein Pistolenschuss-ähnlicher Klang erzeugt wurde. Laut Thomas war von der Band lediglich Johnny Rotten bei der Endabmischung anwesend.
Das Audio-Mastering fand unter der Aufsicht von Toningenieur Malcolm Davies bei Pye Records in London statt, eine kleine Anzahl von Azetat-Testpressungen wurden in den Abbey Road Studios hergestellt. Einige dieser seltenen Testpressungen wurden bereits ab 1985 z. B. bei Christie’s versteigert, ein Exemplar wechselte 2011 bei Ebay für £ 12.000 den Besitzer.
Chris Thomas fertigte noch eine alternative Version der Single an, die gegen Ende des Songs ein anderes zweites Gitarrensolo und eine andere Auswahl an Gitarren-Overdubs aufweist. Diese Version wurde für ein Promotionvideo benutzt, das Mitte November 1976 mit Regisseur Mike Mansfield im South Bank Television Centre gefilmt wurde. Sie wurde 2002 auf dem Sex-Pistols-Boxset veröffentlicht.

## Single-Artwork
Die ersten 2000 Kopien der Single (einige Quellen sagen die ersten 5000 Kopien) wurden entsprechend der anarchistischen Schwarzen Fahne auf Veranlassung von Malcolm McLaren in einer unbeschrifteten schwarzen Hülle veröffentlicht, der Rest in einer EMI-Standardhülle mit Sichtloch auf das Singlelabel. Die Marketingabteilung von EMI hatte ursprünglich ein Bandfoto von Pete Vernon vorgeschlagen, das am Tag der Vertragsunterzeichnung aufgenommen worden war und das Titelcover der ersten Beatles-LP Please Please Me bzw. 1962–1966 und 1967–1970 nachstellte. McLaren lehnte diesen Vorschlag strikt ab.
Für Poster und Werbeanzeigen entwarfen der Grafiker Jamie Reid und der Fotograf Ray Stevenson außerdem einen zerrissenen und mit Sicherheitsnadeln und Clips wieder zusammengefügten Union Jack, der 1992 als Cover-Artwork für die Single-Wiederveröffentlichung benutzt wurde.

## Veröffentlichung und Kontroverse
EMI veröffentlichte die Single in Großbritannien am Freitag, den 26. November 1976. Die Erstauflage betrug 15.000 Stück, wovon etwa 9000 Stück innerhalb der ersten Woche verkauft wurden. Die Gesamtzahl an verkauften Exemplaren betrug laut Leslie Hill, dem Geschäftsführer von EMI Records, 50.000 Stück.
Die Presserezensionen in den führenden Musikzeitschriften waren größtenteils positiv bis enthusiastisch. Im Radio wurde die Single zum ersten Mal am 26. November von John Peel in seiner Sendung auf BBC Radio 1 gespielt.
Am Montag, den 29. November 1976 legte Produzent Dave Goodman rechtliche Schritte gegen EMI ein. Die A&R-Abteilung von EMI hatte der Marketingabteilung mitgeteilt, dass sich der Produzent und der Titel der Single-B-Seite geändert habe; die Erstpressung nannte daher fälschlicherweise Chris Thomas als Produzent der B-Seite I Wanna Be Me, die tatsächlich während der Demosessions vom Juli 1976 von Dave Goodman aufgenommen wurde. Goodman erwirkte vor Gericht eine Einstweilige Verfügung, um den Verkauf der Single zu stoppen, konnte aber in einem EMI-Meeting dazu überredet werden, davon keinen Gebrauch zu machen. EMI versprach, den Fehler in einer Pressemitteilung öffentlich richtigzustellen und auf den Nachpressungen Goodmans Namen zu verwenden.
Am Mittwoch, den 1. Dezember 1976 trat die Band in der Vorabendsendung Today des Londoner Regionalsenders Thames Television auf, um die Single und die geplante Tour zu promoten, einleitend wurden Ausschnitte des Promotionvideos gezeigt. Moderator Bill Grundy provozierte die Band jedoch dazu, während der Livesendung Schimpfworte zu gebrauchen. Die britische Boulevardpresse machte daraus einen öffentlichen Skandal, der die Band schlagartig landesweit bekannt machte. Die Packerinnen im EMI-Presswerk in Hayes weigerten sich daraufhin, die Single zum Versand fertigzumachen, wobei sie von der Gewerkschaft Transport and General Workers Union unterstützt wurden. EMI-Geschäftsführer Leslie Hill musste persönlich dafür sorgen, dass die Packerinnen die Arbeit wiederaufnahmen, als Resultat war die Single jedoch für eine kurze Zeit nicht in einigen Läden erhältlich.
Am 3. Dezember 1976 nahmen sämtliche Radiosender in Großbritannien den Song von ihren Playlists. Er soll landesweit insgesamt nur fünf Mal im Radio zu hören gewesen sein.
Die Presse begann nun den EMI-Konzern direkt anzugreifen, mehrere Artikel unterstellten, dass EMI den Skandal gezielt inszeniert habe, um damit die Verkaufszahlen der Single zu steigern. Reporter belästigten Leslie Hill zu Hause und befragten seine Nachbarn. In den USA berichtete die LA Times am 6. Dezember 1976 auf der Titelseite über den Skandal. Bhaskar Menon, der Präsident von Capitol Records, dem US-Label von EMI, untersagte daraufhin jede Veröffentlichung der Band auf Capitol sowie den Import von Platten in die USA und nach Kanada.
Am 7. Dezember 1976 fand die Jahreshauptversammlung des EMI-Konzerns statt, die fast völlig im Medienrummel um die Sex Pistols unterging. Leslie Hill hatte dem EMI-Vorstandsvorsitzenden Sir John Read am Vortag berichtet, dass die Band Ende Dezember 1976 ihre nächste Single aufnehmen und im Januar 1977 mit der Arbeit an einem Album beginnen werde. EMI-Aktionäre stellten den Antrag, den Vertrag mit der Band aufzulösen. Read teilte daraufhin der Presse mit, dass weitere Veröffentlichungen auf EMI Records fraglich seien und man den Vertrag falls nötig auflösen werde. Die Band reagierte darauf angeblich mit den Worten: „Tell him to go **** himself.“
Am 17. Dezember 1976 verbreitete der DJ Roger Scott über den Lokalsender Capital Radio, dass die Single von Sessionmusikern eingespielt worden sei. Scott musste die Behauptung zwar in der laufenden Sendung nach einem Anruf McLarens wieder zurücknehmen, das Gerücht hielt sich aber und tauchte in den folgenden Jahren immer wieder von Neuem auf.
Am 24. Dezember 1976 fand ein Meeting zwischen Sir John Read, EMI-Records-Geschäftsführer Hill und Laurie Hall (Legal & Business Affairs Manager von EMI) statt. Read bat Hill, den Vertrag mit den Sex Pistols zu beenden, da die schlechte Presse EMIs Investitionen auf dem US-Markt für Computertomographen gefährde. Hill lehnte dies ab.
Am 27. Dezember 1976 ging die Band vertragsgemäß mit Produzent Chris Thomas ins Studio, um die Nachfolgesingle zu Anarchy in the U. K. aufzunehmen. McLaren und die A&R-Abteilung von EMI hatten sich auf Pretty Vacant geeinigt, das zur Veröffentlichung im Februar 1977 vorgesehen war, und die Marketingabteilung von EMI begann mit den Vorbereitungen. Es sollen Backingtracks für Pretty Vacant, No Feelings und God Save The Queen aufgenommen worden sein. Die Single wurde nie fertiggestellt.
Am 4. Januar 1977 flog die Band nach Amsterdam, um die Single mit einem Fernsehauftritt und einigen Konzerten zu promoten. Noch am selben Abend brachte die Evening News einen frei erfundenen Bericht über angeblich provokantes Verhalten der Band am Flughafen Heathrow. Der Tory-Abgeordnete Robert James Adley forderte daraufhin am 5. Januar Sir John Read in einem offenen Brief auf, die Band zu feuern, was dieser am 6. Januar 1977 persönlich veranlasste.
Die Single wurde weltweit sofort vom Markt genommen und vorhandene Lagerbestände zurückgeschickt und recycelt.

## Britische Chartplatzierungen
Die Single tauchte am 11. Dezember 1976 auf Platz 43 auf und war dann zwischen 18. und 25. Dezember zwei Wochen lang in den britischen Charts, wo sie auf Platz 38 stehenblieb. Für den 1. Januar 1977 wurden wegen der Feiertage keine neuen Charts veröffentlicht. Die Charts wurden anhand von gemeldeten Verkaufszahlen repräsentativer Plattengeschäfte vom British Market Research Bureau Ltd. (BMRB) ermittelt. Während des Medienskandals im Dezember 1976 erhielt EMI Records Hinweise darauf, dass der Einzelhandel zu niedrige oder gar keine Verkaufszahlen der Single an das BMRB meldete. Die Singlecharts der Musikzeitschrift New Musical Express meldeten die Single am 25. Dezember auf Platz 27 statt auf Platz 38.
1992 wurde die Single wiederveröffentlicht und war für 3 Wochen in den Charts, wo sie am 3. Oktober 1992 Platz 33 erreichte. Eine weitere Wiederveröffentlichung schaffte es am 13. Oktober 2007 für eine Woche auf Platz 70.

## Besetzung
- Gesang: Johnny Rotten
- Gitarre: Steve Jones
- Schlagzeug: Paul Cook
- Bass: Glen Matlock
- Produzent: Chris Thomas
- Toningenieur: Bill Price

## Coverversionen
Anarchy in the U.K. wurde von mehreren Bands gecovert. Darunter zum Beispiel:
- Megadeth
- Mötley Crüe
- The BossHoss
- X Japan & Luna Sea
- Mambo Kurt[111]